# Harrow East (circonscription du Parlement britannique)
Circonscription parlementaire de la Chambre des communes
La circonscription d'Harrow East est une circonscription électorale anglaise située dans le Grand Londres, et représentée à la Chambre des communes du Parlement britannique.

## Géographie
La circonscription comprend :
- La partie nord-est du borough londonien de Harrow
- Les quartiers de Harrow Weald, Belmont et Little Stanmore

## Députés
Les Members of Parliament (MPs) de la circonscription sont :
| Législature                           | Années       | Député           | Député             | Parti        |
| ------------------------------------- | ------------ | ---------------- | ------------------ | ------------ |
| Harrow East issue de Hendon et Harrow |              |                  |                    |              |
| 38e                                   | 1945–1950    |                  | Frederick Skinnard | Travailliste |
| 39e                                   | 1950–1951    |                  | Ian Harvey         | Conservateur |
| 40e                                   | 1951–1955    |                  | Ian Harvey         | Conservateur |
| 41e                                   | 1955–1959    |                  | Ian Harvey         | Conservateur |
| 41e                                   | 1959-1959    | Anthony Courtney |                    | Conservateur |
| 42e                                   | 1959–1964    | Anthony Courtney |                    | Conservateur |
| 43e                                   | 1964–1966    | Anthony Courtney |                    | Conservateur |
| 44e                                   | 1966–1969    |                  | Roy Roebuck        | Travailliste |
| 45e                                   | 1970–1974    |                  | Hugh Dykes         | Conservateur |
| 46e                                   | 1974–1974    |                  | Hugh Dykes         | Conservateur |
| 47e                                   | 1974–1979    |                  | Hugh Dykes         | Conservateur |
| 48e                                   | 1979–1981    |                  | Hugh Dykes         | Conservateur |
| 49e                                   | 1983–1987    |                  | Hugh Dykes         | Conservateur |
| 50e                                   | 1987–1992    |                  | Hugh Dykes         | Conservateur |
| 51e                                   | 1992–1997    |                  | Hugh Dykes         | Conservateur |
| 52e                                   | 1997–2001    |                  | Tony McNulty       | Travailliste |
| 53e                                   | 2001–2005    |                  | Tony McNulty       | Travailliste |
| 54e                                   | 2005–2010    |                  | Tony McNulty       | Travailliste |
| 55e                                   | 2010–2015    |                  | Bob Blackman       | Conservateur |
| 56e                                   | 2015–2017    |                  | Bob Blackman       | Conservateur |
| 57e                                   | 2017–2019    |                  | Bob Blackman       | Conservateur |
| 58e                                   | 2019–Présent |                  | Bob Blackman       | Conservateur |

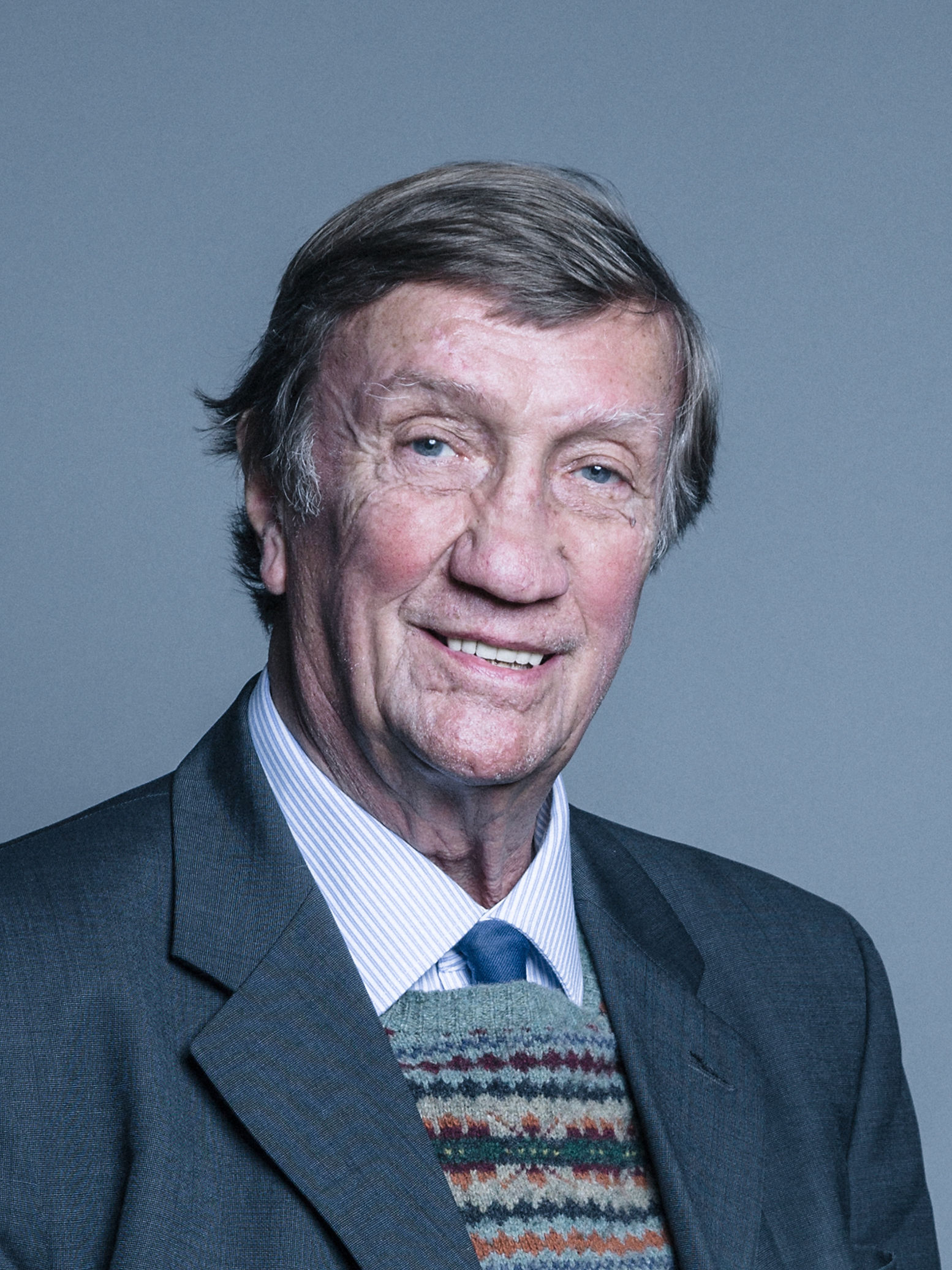
Hugh Dykes (1970-1997)
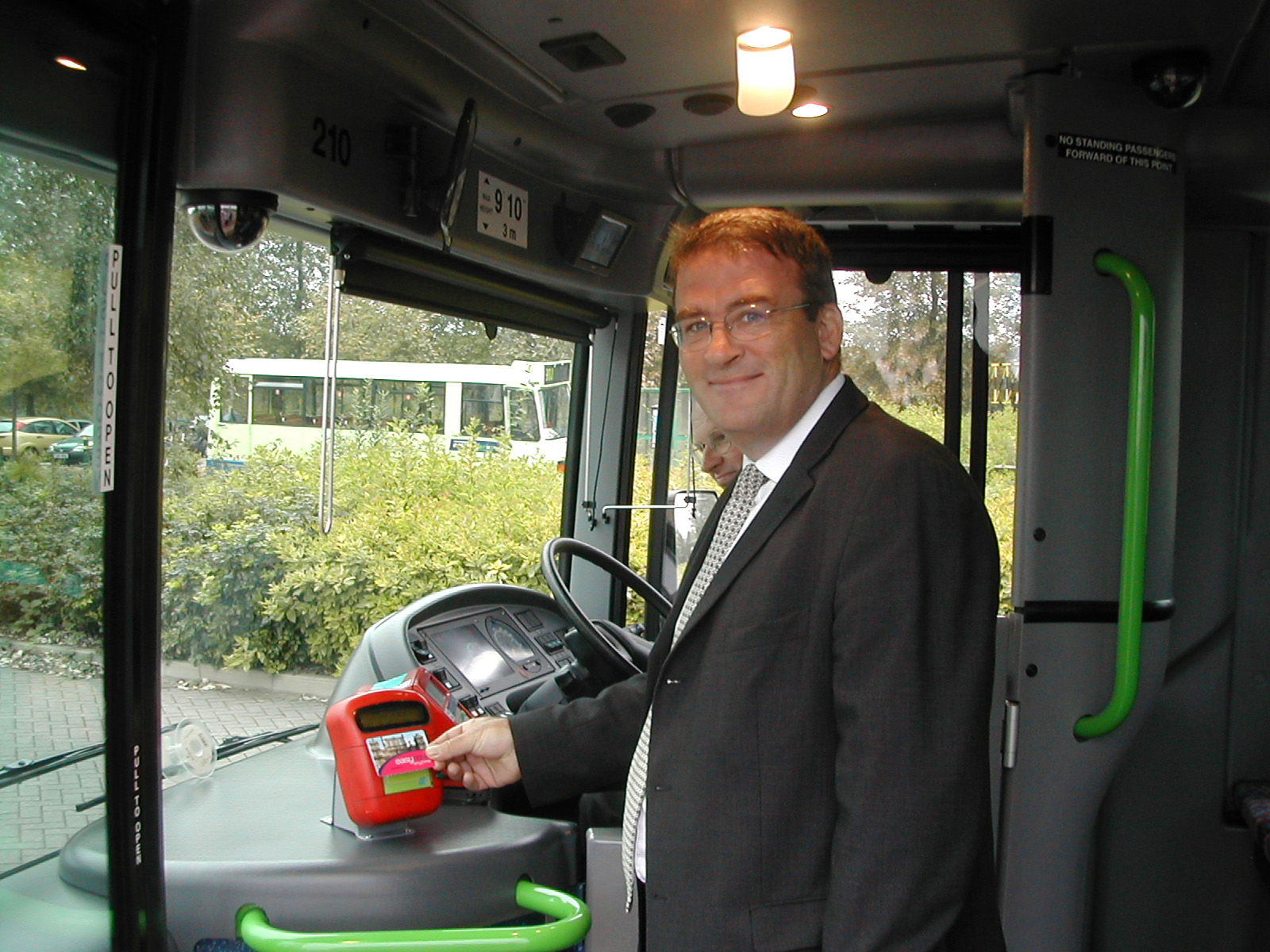
Tony McNulty (1997-2010)
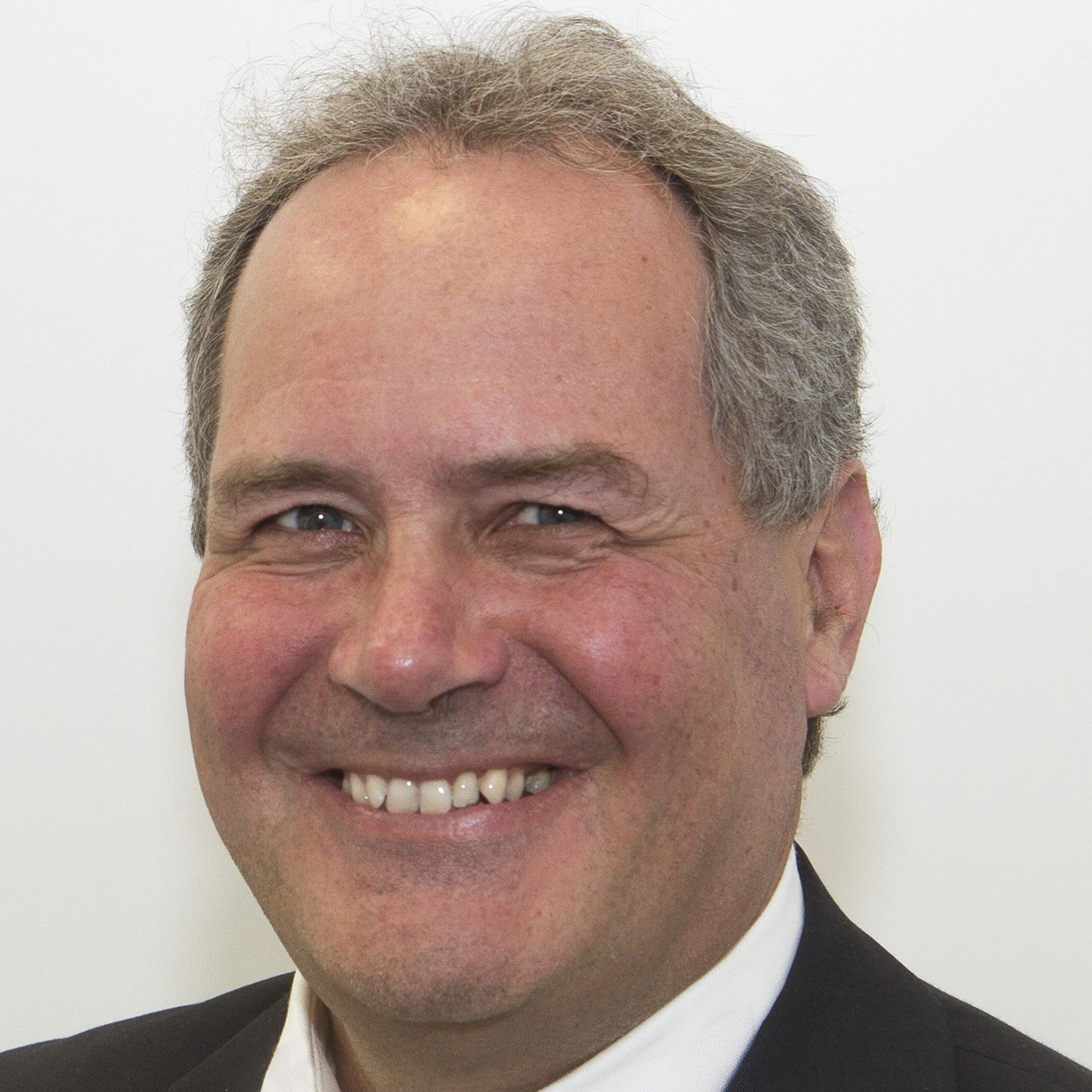
Bob Blackman (2010-Présent)